# Tlalpexco
Tlalpexco är en ort i Mexiko.   Den ligger i kommunen Teloloapan och delstaten Guerrero, i den södra delen av landet, 140 km sydväst om huvudstaden Mexico City. Tlalpexco ligger 1 215 meter över havet och antalet invånare är 212.
Terrängen runt Tlalpexco är huvudsakligen kuperad, men söderut är den bergig. Runt Tlalpexco är det ganska glesbefolkat, med 50 invånare per kvadratkilometer. Närmaste större samhälle är Ixcapuzalco, 11,9 km öster om Tlalpexco. Omgivningarna runt Tlalpexco är en mosaik av jordbruksmark och naturlig växtlighet.